# Fabiano Leismann
Fabiano Leismann, genannt Fabiano, (* 18. November 1991 in São João do Oeste) ist ein brasilianischer Fußballspieler. Fabiano ist deutscher Abstammung. Seit vier Generationen lebt seine Familie in Brasilien.

## Karriere
Seine Ausbildung erhielt Fabiano beim EC São Luiz aus Ijuí. Mit 20 Jahren begann dann seine Karriere 2011 bei dem unterklassigen Chapecoense aus Chapecó. Aufgrund seiner guten Leistungen wurde er im Frühjahr 2015 vom Cruzeiro EC aus Belo Horizonte eingekauft.
Für die Saison 2016 wurde Fabiano an SE Palmeiras ausgeliehen. Mit diesem konnte er in dem Jahr die Meisterschaft gewinnen. Im Januar 2017 wechselte Leismann dann fest zu Palmeiras bis Ende 2021. Nachdem er in der Meisterschaft 2017 nur zu wenigen Einsätzen gekommen war, wurde er Anfang 2018 an den SC Internacional ausgeliehen. Eine Verlängerung des Verbleibs bei Inter scheiterte an Palmeiras, welche keine weiter Leihe oder den Verkauf von nur der Hälfte der Transferrechte wünschten.
Zum Start in die Saison 2019 fiel Fabiano zunächst aufgrund einer Verletzung aus. Das erste Mal stand er wieder Anfang Mai im Kader von Palmeiras. Nachdem er ohne Einsätze geblieben war, wurde er im August nach Portugal ausgeliehen. Seine neue Heimat wurde Boavista Porto. Der Vertrag erhielt eine Laufzeit über ein Jahr. Sein erstes Pflichtspiel für Boavista bestritt Fabiano in der Primeira Liga. Am 30. August 2019, dem vierten Spieltag der Saison 2019/20, auswärts gegen Belenenses SAD wurde er in der 90. Minute eingewechselt.
Zur Saison 2020/21 wechselte Leismann zum türkischen Erstligisten Denizlispor. Sein erstes Pflichtspiel für den Klub bestritt Leismann in Süper Lig 2020/21. Am 19. September 2020 traf man zuhause auf den Trabzonspor. Bei dem 0:0–Unentschieden stand er in der Startelf. Am Ende der Saison verließ er den Klub wieder.
Leismann ging nach Griechenland, wo er bei Aris Thessaloniki einen Dreijahre-Kontrakt unterzeichnete. Kurz nach seiner Ankunft bei Aris sollte er für die anstehenden Qualifikationsspiele in der UEFA Europa Conference League 2021/22 nominiert werden. Denizlispor verweigerte aber zunächst die Herausgabe des Spielerpasses. Als Hintergrund wurde die Absage eines Freundschaftsspiels von Aris gegen Galatasaray Istanbul gesehen. Nach Intervention durch die FIFA wurde das Problem noch am selben Tag behoben. Das Debüt für Aris gab Leismann dann auch in der Conference League am 29. Juli im Rückspiel gegen den FK Astana. Mit ihm in der Mannschaft standen drei weitere Brasilianer, welche für Aris spielen (Denis, Bruno Souza und Lucas Sasha). In der Super League 2021/22 kam Leismann das erste Mal am 13. September 2021, dem ersten Spieltag, zum Einsatz.

## Erfolge
Chapecoense
- Staatsmeisterschaft von Santa Catarina: 2011

Palmeiras
- Campeonato Brasileiro de Futebol: 2016